# Anda Air
Anda Air – ukraińska linia lotnicza istniejąca od 2015 roku. Specjalizuje się w lotach z Ukrainy do słynnych kurortów. Połączenia obsługuje jednym samolotem McDonnell Douglas MD-80.
Nabyła również drugi egzemplarz Douglas MD-80 oraz jeden samolot Airbus A319

## Kierunki lotów
Egipt
- Marsa Alam

Jordania
- Akaba

Polska
- Olsztyn-Mazury

Ukraina
- Kijów-Żuliany (baza)
- Lwów